# SS Republic
Le SS Republic était un bateau à vapeur américain (SS abrégeant Steamship), propulsé avec des roues à aubes. Construit en 1853, il s'appelait à l'origine le Tennessee et sombra en octobre 1865 lors d'un ouragan au large de la côte de la Géorgie. Il transportait alors 59 passagers, du fret et des pièces d'or dont le montant est estimé à 400 000 dollars.
Il fut retrouvé en 2003 par le navire de recherche Odyssey, propriété de la compagnie américaine Odyssey Marine Exploration spécialisée dans la recherche de trésors sous marins.